# Filipinska revolucija
Filipinska revolucija (fil./tag. Himagsikang Pilipino, šp. Revolución Filipina), također poznata kao Tagaloški rat (šp. Guerra Tagalog), bila je revolucija i sukob koji se dogodio između Filipinaca i španjolskih kolonijalnih vlasti.
Započela je u kolovozu 1896., kada su španjolske vlasti otkrile Katipunan — antikolonijalnu tajnu organizaciju. Katipunan, koji je vodio Andres Bonifacio, bio je oslobodilački pokret čiji je cilj bila neovisnost od Španjolske putem oružane pobune. Organizacija je imala utjecaj na gotovo cijelomu teritoriju Filipina. Tijekom masovnog okupljanja u Caloocanu, vođe Katipunana organizirale su se u revolucionarnu vladu, nazvale novoosnovanu vladu — „Haring bayang maladugan” i otvoreno proglasile oružanu revoluciju u cijeloj zemlji. Bonifacio je pozvao na napad na glavni grad Manilu. Napad nije uspio; međutim, okolne pokrajine počele su se buniti. Točnije, pobunjenici u Caviteu predvođeni Marianom Alvarezom i Emiliom Aguinaldom (koji su bili iz dviju različitih frakcija Katipunana) dobili su prve sukobe. Borba za prevlast i moć među revolucionarima dovela je do Bonifaciove smrti 1897., a njegovu dužnost naslijedio je Aguinaldo koji je vodio vlastitu revolucionarnu vladu. Iste su godine revolucionari i Španjolci potpisali pakt Bijak-na-Bato, kojim je nasilje privremeno smanjeno. Aguinaldo i drugi filipinski časnici otišli su u samonametnutno izbjeglištvo u Hong Kong. Međutim, nasilje i neprijateljstvo nisu u potpunosti prestali.
Dana 21. travnja 1898. Sjedinjene Države pokrenule su pomorsku blokadu Kube, što je bila prva vojna akcija Španjolsko-američkog rata. Azijska eskadra američke mornarice, pod vodstvom komodora Georgea Deweyja, odlučno je porazila španjolsku mornaricu u bitci kod Manilskog zaljeva 1. svibnja, efektivno preuzevši kontrolu nad Manilom. Aguinaldo, neslužbeno saveznik SAD-a, vratio se na Filipine 19. svibnja i nastavio s napadima na Španjolce. Do lipnja su pobunjenici preuzeli nadzor nad gotovo cijelim Filipinima - osim Manile. Dana, 12. lipnja, Aguinaldo je izdao Deklaraciju o neovisnosti Filipina. Iako je to označilo kraj revolucije, ni Španjolska ni SAD nisu priznale neovisnost Filipina.
Španjolska vlast na Filipinima službeno je prestala potpisivanjem Pariškog mira (1898.), kojim je ujedno okončan Španjolsko-američki rat. Tim je sporazumom Španjolska prepustila kontrolu nad Filipinima i drugim teritorijima SAD-u. Oko Manile uspostavljen je „nemirni mir”: američke snage kontrolirale su grad, a slabije filipinske snage su ih okružile.
U bitci za Manilu, koja se odigrala 4. veljače 1899., izbio je sukob između filipinskih i američkih snaga, čime je počeo Filipinsko-američki rat. Aguinaldo je odmah naredio da se „mir i prijateljski odnosi s Amerikancima prekinu i da se gore spomenuti tretiraju kao neprijatelji”.[nedostaje izvor] Prva filipinska republika u nastajanju službeno je objavila rat Sjedinjenim Državama u lipnju 1899.
Filipini su postali međunarodno priznata neovisna država tek 1946.